# Diocesi di São Luís de Montes Belos

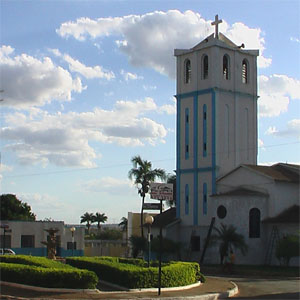
La chiesa parrocchiale di Palestina de Goiás.

La diocesi di São Luís de Montes Belos (in latino: Dioecesis Sancti Aloisii de Montes Belos) è una sede della Chiesa cattolica in Brasile suffraganea dell'arcidiocesi di Goiânia. Nel 2022 contava 295.000 battezzati su 345.000 abitanti. È retta dal vescovo Lindomar Rocha Mota.

## Territorio
La diocesi comprende 36 comuni nella parte centro-occidentale dello stato brasiliano di Goiás: São Luís de Montes Belos, Acreúna, Adelândia, Americano do Brasil, Amorinópolis, Anicuns, Aragarças, Arenópolis, Aurilândia, Avelinópolis, Baliza, Bom Jardim de Goiás, Cachoeira de Goiás, Caiapônia, Cezarina, Córrego do Ouro, Diorama, Doverlândia, Firminópolis, Indiara, Iporá, Israelândia, Ivolândia, Jandaia, Jaupaci, Moiporá, Montes Claros de Goiás, Nazário, Palestina de Goiás, Palmeiras de Goiás, Palminópolis, Paraúna, Piranhas, São João da Paraúna, Turvânia e Turvelândia.
Sede vescovile è la città di São Luís de Montes Belos, dove si trova la cattedrale di San Luigi Gonzaga.
Il territorio si estende su una superficie di 42.671 km² ed è suddiviso in 41 parrocchie.

## Storia
La prelatura territoriale di São Luís de Montes Belos fu eretta il 25 novembre 1961 con la bolla Cum venerabilis di papa Giovanni XXIII, ricavandone il territorio dall'arcidiocesi di Goiânia e dalle diocesi di Goiás e di Jataí.
Il 4 agosto 1981 la prelatura territoriale è stata elevata a diocesi con la bolla Qui ad Beatissimi Petri di papa Giovanni Paolo II.
Il 3 agosto 1990, con la lettera apostolica Cum nuper, lo stesso papa Giovanni Paolo II ha confermato San Luigi Gonzaga patrono della città vescovile e della diocesi.

## Cronotassi dei vescovi
Si omettono i periodi di sede vacante non superiori ai 2 anni o non storicamente accertati.
- Estanislau Arnoldo Van Melis, C.P. † (26 novembre 1962 - 10 febbraio 1987 ritirato)
- Washington Cruz, C.P. (10 febbraio 1987 - 8 maggio 2002 nominato arcivescovo di Goiânia)
- Carmelo Scampa (30 ottobre 2002 - 22 gennaio 2020 ritirato)
- Lindomar Rocha Mota, dal 22 gennaio 2020

## Statistiche
La diocesi nel 2022 su una popolazione di 345.000 persone contava 295.000 battezzati, corrispondenti all'85,5% del totale.
| anno | popolazione | popolazione | popolazione | presbiteri | presbiteri | presbiteri | presbiteri                | diaconi | religiosi | religiosi | parrocchie |
| anno | battezzati  | totale      | %           | numero     | secolari   | regolari   | battezzati per presbitero | diaconi | uomini    | donne     | parrocchie |
| ---- | ----------- | ----------- | ----------- | ---------- | ---------- | ---------- | ------------------------- | ------- | --------- | --------- | ---------- |
| 1966 | 170.000     | 232.414     | 73,1        | 18         | 2          | 16         | 9.444                     |         |           | 8         | 6          |
| 1968 | 185.544     | 202.559     | 91,6        | 21         | 2          | 19         | 8.835                     |         | 19        | 17        | 11         |
| 1976 | 264.000     | 305.000     | 86,6        | 14         | 3          | 11         | 18.857                    | 1       | 12        | 23        | 14         |
| 1980 | 262.000     | 315.000     | 83,2        | 21         | 7          | 14         | 12.476                    |         | 14        | 31        | 18         |
| 1990 | 312.000     | 398.000     | 78,4        | 26         | 8          | 18         | 12.000                    | 3       | 18        | 49        | 20         |
| 1999 | 223.000     | 294.000     | 75,9        | 20         | 9          | 11         | 11.150                    | 2       | 11        | 66        | 37         |
| 2000 | 239.940     | 299.925     | 80,0        | 23         | 12         | 11         | 10.432                    | 2       | 11        | 58        | 37         |
| 2001 | 199.434     | 265.913     | 75,0        | 17         | 7          | 10         | 11.731                    | 4       | 10        | 58        | 37         |
| 2002 | 219.000     | 293.016     | 74,7        | 21         | 12         | 9          | 10.428                    | 6       | 10        | 55        | 37         |
| 2003 | 191.746     | 286.198     | 67,0        | 23         | 12         | 11         | 8.336                     | 4       | 12        | 55        | 37         |
| 2004 | 207.283     | 294.008     | 70,5        | 18         | 8          | 10         | 11.515                    | 6       | 11        | 53        | 37         |
| 2010 | 207.000     | 308.000     | 67,2        | 28         | 18         | 10         | 7.392                     | 8       | 15        | 31        | 37         |
| 2014 | 214.700     | 320.000     | 67,1        | 31         | 23         | 8          | 6.925                     | 7       | 10        | 24        | 37         |
| 2017 | 297.550     | 347.970     | 85,5        | 30         | 21         | 9          | 8.918                     | 16      | 9         | 23        | 52         |
| 2020 | 304.490     | 356.000     | 85,5        | 41         | 31         | 10         | 7.426                     | 15      | 10        | 19        | 63         |
| 2022 | 295.000     | 345.000     | 85,5        | 39         | 31         | 8          | 7.564                     | 14      | 16        | 19        | 41         |